# 外国人永久居留管理条例争议
外国人永久居留管理条例争议是指中國大陸有關《外国人永久居留管理条例》的一場爭議。该条例意见稿引起中国大陆民间不少反对聲，中国法律服务网关于外国人永久居留管理条例意见征集页面一度出現访问量过大而死机。
關於該條例争议点有外國人居留权取得门槛过低、外国人在中国大陆存在“超国民待遇”现象以及外国人永居中国大陆后，与當地居民争夺本就不多的资源。

## 外部鏈接
- 中华人民共和国外国人永久居留管理条例(征求意见稿)  司法部政府网 2020-02-27
- 以法德为鉴? 中国网民多抵制向外国人颁发永久居留 法国国际广播电台 04/03/2020